# Campeonato Sudamericano Femenino Sub-20 de 2015
El Campeonato Sudamericano de Fútbol Femenino Sub-20 de 2015 fue la 7.ª edición de este torneo, este se llevó a cabo en la ciudad de Santos (Brasil) del 18 de noviembre al 3 de diciembre, participaron las selecciones nacionales femeninas sub-20 de todos los países cuyas federaciones están afiliadas a la Conmebol.
Las selecciones sudamericanas de Brasil y Venezuela que se ubicaron en los 2 primeros lugares clasificando a la Copa Mundial Femenina de Fútbol Sub-20 de 2016 que se disputó en Papúa Nueva Guinea.

## Equipos participantes
Participarán las diez selecciones nacionales de fútbol afiliadas a la Conmebol.
| Equipos participantes | Equipos participantes | Equipos participantes | Equipos participantes | Equipos participantes |
| --------------------- | --------------------- | --------------------- | --------------------- | --------------------- |
| Argentina             | Bolivia               | Brasil                | Chile                 | Colombia              |
| Ecuador               | Paraguay              | Perú                  | Uruguay               | Venezuela             |

## Sedes
| Santos                  |                      |
| Estadio Urbano Caldeira | Estádio Ulrico Mursa |
| Capacidad: 18 000       | Capacidad: 10 000    |
|                         |                      |

## Primera fase
Los horarios corresponden al huso horario de Brasil (UTC-2).

### Grupo A
| Equipo    | Pts. | PJ | PG | PE | PP | GF | GC | Dif. |
| --------- | ---- | -- | -- | -- | -- | -- | -- | ---- |
| Brasil    | 10   | 4  | 3  | 1  | 0  | 9  | 3  | 6    |
| Venezuela | 9    | 4  | 3  | 0  | 1  | 9  | 4  | 5    |
| Chile     | 6    | 4  | 2  | 0  | 2  | 6  | 5  | 1    |
| Paraguay  | 4    | 4  | 1  | 1  | 2  | 8  | 12 | -4   |
| Perú      | 0    | 4  | 0  | 0  | 4  | 4  | 12 | -8   |

| 19 de noviembre de 2015, 17:00 | Paraguay                                    | 3:2 (2:2) | Perú                       | Estadio Ulrico Mursa, Santos    |                                 |
|                                | Bravo 29' (a.g.) · Martínez 32' · Godoy 80' |           | Quesada 15' · Cisneros 19' | Árbitro(s): María Victoria Daza | Árbitro(s): María Victoria Daza |

| 19 de noviembre de 2015, 19:10 | Brasil                               | 2:1 (0:0) | Venezuela   | Estadio Ulrico Mursa, Santos |                            |
|                                | Jennifer 50' · Gabriela 90+2' (pen.) |           | Giménez 68' | Árbitro(s): Estela Álvarez   | Árbitro(s): Estela Álvarez |

| 21 de noviembre de 2015, 17:00 | Venezuela                                   | 4:1 (2:0) | Paraguay     | Estadio Ulrico Mursa, Santos |                          |
|                                | Moreno 25' · García 45+1' 70' · Marcano 90' |           | Martínez 77' | Árbitro(s): Nadia Fuques     | Árbitro(s): Nadia Fuques |

| 21 de noviembre de 2015, 19:10 | Perú      | 1:2 (0:0) | Chile                | Estadio Ulrico Mursa, Santos |                            |
|                                | Ramos 89' |           | Ponce 76' · Lara 81' | Árbitro(s): Susana Corella   | Árbitro(s): Susana Corella |

| 23 de noviembre de 2015, 17:00 | Chile | 0:1 (0:0) | Venezuela | Estadio Ulrico Mursa, Santos    |                                 |
|                                |       |           | Pérez 78' | Árbitro(s): María Victoria Daza | Árbitro(s): María Victoria Daza |

| 23 de noviembre de 2015, 19:10 | Paraguay                   | 2:2 (1:0) | Brasil                             | Estadio Ulrico Mursa, Santos |                            |
|                                | Martínez 42' · López 90+3' |           | Jennifer 48' · Gabriela 64' (pen.) | Árbitro(s): Sirley Cornejo   | Árbitro(s): Sirley Cornejo |

| 25 de noviembre de 2015, 17:00 | Brasil       | 1:0 (1:0) | Chile | Estadio Ulrico Mursa, Santos |                            |
|                                | Gabriela 45' |           |       | Árbitro(s): Estela Álvarez   | Árbitro(s): Estela Álvarez |

| 25 de noviembre de 2015, 19:10 | Venezuela                              | 3:1 (2:0) | Perú      | Estadio Ulrico Mursa, Santos |                            |
|                                | Zambrano 9' · García 45+1' · Cañas 55' |           | Ramos 77' | Árbitro(s): Sirley Cornejo   | Árbitro(s): Sirley Cornejo |

| 27 de noviembre de 2015, 17:00 | Chile                                           | 4:2 (3:1) | Paraguay                  | Estadio Ulrico Mursa, Santos |                            |
|                                | Cristaldo 10' (a.g.) · Ponce 28' · Lara 39' 66' |           | Suafán 13' · Chamorro 90' | Árbitro(s): Estela Álvarez   | Árbitro(s): Estela Álvarez |

| 27 de noviembre de 2015, 19:10 | Brasil                                   | 4:0 (2:0) | Perú | Estadio Ulrico Mursa, Santos |                          |
|                                | Kélen 17' · Jennifer 29' · Geyse 54' 67' |           |      | Árbitro(s): Nadia Fuques     | Árbitro(s): Nadia Fuques |

### Grupo B
| Equipo    | Pts. | PJ | PG | PE | PP | GF | GC | Dif. |
| --------- | ---- | -- | -- | -- | -- | -- | -- | ---- |
| Argentina | 9    | 4  | 3  | 0  | 1  | 9  | 7  | 2    |
| Colombia  | 7    | 4  | 2  | 1  | 1  | 7  | 2  | 5    |
| Ecuador   | 7    | 4  | 2  | 1  | 1  | 8  | 4  | 4    |
| Uruguay   | 4    | 4  | 1  | 1  | 2  | 5  | 10 | -5   |
| Bolivia   | 1    | 4  | 0  | 1  | 3  | 2  | 8  | -6   |

| 18 de noviembre de 2015, 16:00 | Uruguay                    | 3:2 (1:0) | Ecuador       | Estadio Vila Belmiro, Santos |                          |
|                                | Farías 33' · Badel 56' 79' | Reporte   | Ponce 40' 85' | Árbitro(s): Silvia Reyes     | Árbitro(s): Silvia Reyes |

| 18 de noviembre de 2015, 18:10 | Argentina                                   | 3:1 (2:1) | Bolivia    | Estadio Vila Belmiro, Santos |                             |
|                                | Rodríguez 15' · Benítez 37' · Cabrera 90+2' | Reporte   | Aguilar 6' | Árbitro(s): Yercinia Correa  | Árbitro(s): Yercinia Correa |

| 20 de noviembre de 2015, 16:00 | Bolivia   | 1:1 (0:1) | Uruguay  | Estadio Vila Belmiro, Santos     |                                  |
|                                | Ortiz 68' | Reporte   | Badel 7' | Árbitro(s): María Belén Carvajal | Árbitro(s): María Belén Carvajal |

| 20 de noviembre de 2015, 18:10 | Ecuador | 0:0     | Colombia | Estadio Vila Belmiro, Santos |                              |
|                                |         | Reporte |          | Árbitro(s): Regildenia Moura | Árbitro(s): Regildenia Moura |

| 22 de noviembre de 2015, 16:00 | Colombia                    | 2:0 (1:0) | Bolivia | Estadio Vila Belmiro, Santos |                          |
|                                | Restrepo 10' · Peñaloza 57' |           |         | Árbitro(s): Olga Miranda     | Árbitro(s): Olga Miranda |

| 22 de noviembre de 2015, 18:10 | Uruguay    | 1:3 (0:3) | Argentina                     | Estadio Vila Belmiro, Santos |                          |
|                                | Millan 81' |           | Bilos 15' · Rodríguez 30' 45' | Árbitro(s): Silvia Reyes     | Árbitro(s): Silvia Reyes |

| 24 de noviembre de 2015, 16:00 | Bolivia | 0:2 (0:0) | Ecuador                 | Estadio Vila Belmiro, Santos |                          |
|                                |         |           | Arreaga 15' · Ponce 71' | Árbitro(s): Olga Miranda     | Árbitro(s): Olga Miranda |

| 24 de noviembre de 2015, 18:10 | Argentina                | 2:1 (1:0) | Colombia   | Estadio Vila Belmiro, Santos |                              |
|                                | Correa 24' · Cabrera 60' |           | Santos 73' | Árbitro(s): Regildenia Moura | Árbitro(s): Regildenia Moura |

| 26 de noviembre de 2015, 16:00 | Colombia                                                       | 4:0 (0:0) | Uruguay | Estadio Vila Belmiro, Santos |                             |
|                                | Restrepo 54' · Santos 69' (pen.) · Ocampo 77' · Rentería 90+1' |           |         | Árbitro(s): Yercinia Correa  | Árbitro(s): Yercinia Correa |

| 26 de noviembre de 2015, 18:10 | Ecuador                                | 4:1 (2:1) | Argentina   | Estadio Vila Belmiro, Santos     |                                  |
|                                | Ganan 5' · Jácome 25' 90+4' · Real 74' |           | Cabrera 10' | Árbitro(s): María Belén Carvajal | Árbitro(s): María Belén Carvajal |

## Cuadrangular final
| Equipo    | Pts. | PJ | PG | PE | PP | GF | GC | DIF |
| --------- | ---- | -- | -- | -- | -- | -- | -- | --- |
| Brasil    | 5    | 3  | 1  | 2  | 0  | 3  | 1  | 2   |
| Venezuela | 5    | 3  | 1  | 2  | 0  | 4  | 3  | 1   |
| Colombia  | 2    | 3  | 0  | 2  | 1  | 1  | 2  | -1  |
| Argentina | 2    | 3  | 0  | 2  | 1  | 3  | 5  | -2  |

|  | Clasificado para la Copa Mundial Femenina de Fútbol Sub-20 de 2016. |

| 29 de noviembre de 2015, 17:00 | Argentina                  | 2:2 (0:2) | Venezuela              | Estadio Vila Belmiro, Santos |                            |
|                                | Rodríguez 82' (pen.) 90+3' |           | Giménez 35' · Díaz 42' | Árbitro(s): Sirley Cornejo   | Árbitro(s): Sirley Cornejo |

| 29 de noviembre de 2015, 19:10 | Brasil | 0:0 | Colombia | Estadio Vila Belmiro, Santos |  |
|                                |        |     |          | Árbitro(s): Olga Miranda     |  |

| 1 de diciembre de 2015, 17:00 | Argentina | 0:0 | Colombia | Estadio Vila Belmiro, Santos |  |
|                               |           |     |          | Árbitro(s): Susana Corella   |  |

| 1 de diciembre de 2015, 19:10 | Venezuela | 0:0 | Brasil | Estadio Vila Belmiro, Santos     |  |
|                               |           |     |        | Árbitro(s): María Belén Carvajal |  |

| 3 de diciembre de 2015, 17:00 | Colombia   | 1:2 (1:0) | Venezuela            | Estadio Vila Belmiro, Santos |  |
|                               | Ocampo 45' |           | Pérez 63' · Díaz 86' |                              |  |

| 3 de diciembre de 2015, 19:10 | Brasil                                 | 3:1 (2:0) | Argentina       | Estadio Vila Belmiro, Santos |                          |
|                               | Kélen 9' · Jennifer 14' · Marjorie 78' |           | Rodríguez 90+2' | Árbitro(s): Silvia Reyes     | Árbitro(s): Silvia Reyes |

## Tabla general de posiciones
A continuación se muestra la tabla general de posiciones, sumando la fase de grupos y el cuadrangular final:
| Pos. | Equipo    | Pts | PJ | PG | PE | PP | GF | GC | Dif. | Efect. |
| ---- | --------- | --- | -- | -- | -- | -- | -- | -- | ---- | ------ |
| 1    | Brasil    | 15  | 7  | 4  | 3  | 0  | 12 | 4  | 8    | 71,43% |
| 2    | Venezuela | 14  | 7  | 4  | 2  | 1  | 13 | 7  | 6    | 66,67% |
| 3    | Colombia  | 9   | 7  | 2  | 3  | 2  | 8  | 4  | 4    | 42,86% |
| 4    | Argentina | 11  | 7  | 3  | 2  | 2  | 12 | 12 | 0    | 52,38% |
| 5    | Ecuador   | 7   | 4  | 2  | 1  | 1  | 8  | 4  | 4    | 58,33% |
| 6    | Chile     | 6   | 4  | 2  | 0  | 2  | 6  | 5  | 1    | 50%    |
| 7    | Paraguay  | 4   | 4  | 1  | 1  | 2  | 8  | 12 | -4   | 33,33% |
| 8    | Uruguay   | 4   | 4  | 1  | 1  | 2  | 5  | 10 | -5   | 33,33% |
| 9    | Bolivia   | 1   | 4  | 0  | 1  | 3  | 2  | 8  | -6   | 8,33%  |
| 10   | Perú      | 0   | 4  | 0  | 0  | 4  | 4  | 12 | -8   | 0%     |

## Clasificados aPapúa Nueva Guinea 2016
| Brasil | Venezuela |
| ------ | --------- |

## Campeón
| Bandera de Brasil |
| Campeón           |
| Brasil            |
| 7.º título        |

## Goleadoras
| Jugadora            | Selección | Goles |
| ------------------- | --------- | ----- |
| Yamila Rodríguez    | Argentina | 6     |
| Jennifer Westendorf | Brasil    | 4     |